# Berberia nelvai
Berberia nelvai är en fjärilsart som beskrevs av Adalbert Seitz 1911. Berberia nelvai ingår i släktet Berberia och familjen praktfjärilar. Inga underarter finns listade i Catalogue of Life.